# São Miguel do Oeste Airport
São Miguel do Oeste Airport är en flygplats i Brasilien.   Den ligger i kommunen Descanso och delstaten Santa Catarina, i den södra delen av landet, 1 400 km söder om huvudstaden Brasília. São Miguel do Oeste Airport ligger 655 meter över havet.
Terrängen runt São Miguel do Oeste Airport är kuperad österut, men västerut är den platt. São Miguel do Oeste Airport ligger uppe på en höjd. Runt São Miguel do Oeste Airport är det ganska glesbefolkat, med 31 invånare per kvadratkilometer..
Omgivningarna runt São Miguel do Oeste Airport är en mosaik av jordbruksmark och naturlig växtlighet.